# Lituaria breve
Lituaria breve är en korallart som beskrevs av S.F. Light 1921. Lituaria breve ingår i släktet Lituaria och familjen Veretillidae. Inga underarter finns listade i Catalogue of Life.